# Mitt i ett äventyr
"Mitt i ett äventyr" är en sång skriven av Stephan Berg (text och musik). Den framfördes i Melodifestivalen 1990 av Carola Häggkvist och placerade sig där på andra plats.
Under Melodifestivalen 1990 hamnade låten 15 poäng efter Edin-Ådahl och deras "Som en vind". Under Carola Häggkvists framträdande slogs Nackasändaren i Stockholm ut, och TV-sändningen i hela landet avbröts i flera minuter. Många misstänkte sabotage, och än idag tror Carola att så var fallet, men det ska ha berott på ett standardfel. Spekulationerna om sabotage berodde på att artisten utmålades som "obskyr sektmedlem" efter att hon tämligen nyligen hade gått med i den av media illa omskrivna frikyrkoförsamlingen Livets Ord.
Singeln placerade sig som högst på femte plats på den svenska singellistan. Melodin låg på Svensktoppen i tio veckor under perioden 21 april-25 augusti 1990, med tredjeplats som bästa resultat där.
Melodin tog sig dock in på Trackslistan.
1990 spelade även det svenska dansbandet Curt Haagers in melodin, på sitt studioalbum Curt Haagers 10.

## Listplaceringar
| Lista (1990) | Topplacering |
| ------------ | ------------ |
| Sverige      | 5            |